# Triplane
Triplane (トライプレイン, Tôraîpureîn) est un groupe de rock japonais, formé en 2002.
Le nom du groupe provient de l'avion le triplan qui possède trois ailes.

## Membres
- Hyoue Ebata (chanteur et guitariste)
- Makoto Hirota (batteur)
- Kazuya Takeda (bassiste)
- KJ (guitariste)

### Ancien membre
- Kenji Kawamura (guitariste)

## Biographie
Ebata, Takeda et Hirota se sont rencontrés étant jeunes au lycée et plus tard, ils créèrent le groupe Triplane. L'origine de leur nom de groupe provient de l'avion le Triplan, ou Triplane en anglais, qui possède 3 ailes et peut voler dans le ciel librement tel un oiseau. Ils sont quatre maintenant mais ils n'ont pas pour autant changé de nom de groupe.

## Discographie
Albums:
- 4eme Album: "Reversible" sorti le 10/03/10
- 3eme Album: "Kimi ni Saku Uta" sorti le 04/02/2009
- 2eme Album: "Kokoro Haretara" sorti le 06/02/2008
- 1er Album: "Home" sorti le 18/10/2006

Singles:
- 12eme Single: "Yuki no Asterisk" sorti le 10/11/10
- 11eme Single: "Kokoroe / Tomo yo" sorti le 21/07/10
- 10eme Single: "Kimi Drops" sorti le 10/02/10
- 9eme Single: "AiKotoba" sorti le 13/05/2009
- 8eme Single: "Shiroi Hana" sorti le 03/12/2008
- 7eme Single: "Natsu Ga Owareba / Kokoro Hakobu" sorti le 16/07/2008
- 6eme Single: "Monologue" sorti le 07/11/2007
- 5eme Single: "Itsumo no youni" sorti le 17/05/2006
- 4eme Single: "Dear Friends" sorti le 11/01/2006
- 3eme single: "Reset/Genji Botaru" sorti le 03/08/2005
- 2eme Single: "Ano Kumo wo Sagashite" sorti le 25/05/2005
- 1er Single: "Speed Star" sorti le 13/10/2004